# China Minmetals
China Minmetals (en mandarin simplifié:中国五矿集团公司) est une entreprise minière et de commerce de métaux chinoise. Elle est détenue par l'état chinois. China Minmetals possède des exploitations minière au Pérou, et l'un des principaux producteurs mondial de terres rares.

## Histoire
En décembre 2015, China Minmetals annonce la fusion de ses activités avec China Metallurgical Group, spécialisée dans l'ingénierie minière et sidérurgique et n'ayant que peu d'exploitations minières, créant un groupe avec un chiffre d'affaires de 96 milliards de dollars.
En décembre 2016, China Minmetals annonce une restructuration et une levée de fonds de 2,3 milliards de dollars, notamment pour acquérir en totalité sa filiale Minmetals Capital Holdings.
En décembre 2021, China Minmetals Rare Earth annonce la fusion de ses activités avec Chinalco Rare Earth & Metals Co et China Southern Rare Earth Group.